# Jovac (Vladičin Han)
Pour les articles homonymes, voir Jovac.
Jovac (en serbe cyrillique : Јовац) est un village de Serbie situé dans la municipalité de Vladičin Han, district de Pčinja. Au recensement de 2011, il comptait 50 habitants.

## Démographie
| 1948 | 1953 | 1961 | 1971 | 1981 | 1991 | 2002 | 2011 |
| ---- | ---- | ---- | ---- | ---- | ---- | ---- | ---- |
| 908  | 864  | 703  | 557  | 271  | 184  | 93   | 50   |

|  |